# Хасебе Макото
Хасебе Макото (яп. 長谷部 誠, нар. 18 січня 1984, Фудзієда) — японський футболіст, півзахисник клубу «Айнтрахт». Грав за національну збірну Японії, у складі якої провів понад 100 матчів і тривай час був капітаном.

## Клубна кар'єра
Народився 18 січня 1984 року в місті Фудзієда. Вихованець футбольної школи клубу «Фудзієда Хігасі».
В дорослому футболі дебютував 2002 року виступами за команду клубу «Урава Ред Даймондс». У першому сезоні він провів лише кілька матчів, але вже в наступному закріпився в стартовому складі команди. З 2003 року він почав грати переважно у основному складі, після чого і незабаром став одним з найкращих гравців Джей-ліги.
У січні 2008 року Хасебе покинув свій клуб, після чого переїхав до Європи. Там він підписав контракт з німецьким «Вольфсбургом», в якому почав грати на позиціях центрального півзахисника та нападника. Дебютний матч японець провів 2 лютого 2008 року проти «Армінії» (Білефельд). У тому ж сезоні він забив перший гол у ворота леверкузенського «Байєра».
Наступного року у японця з'явилася серйозна конкуренція в особі Звєздана Мисимовича та Ашкана Дежага, але все ж Макото залишився основним півзахисником і у сезоні 2008/09 року хавбек разом з клубом став чемпіоном Німеччини. В подальшому японський легіонер продовжив бути основним гравцем клубу. Відіграв за «вовків» 135 матчів у національному чемпіонаті.

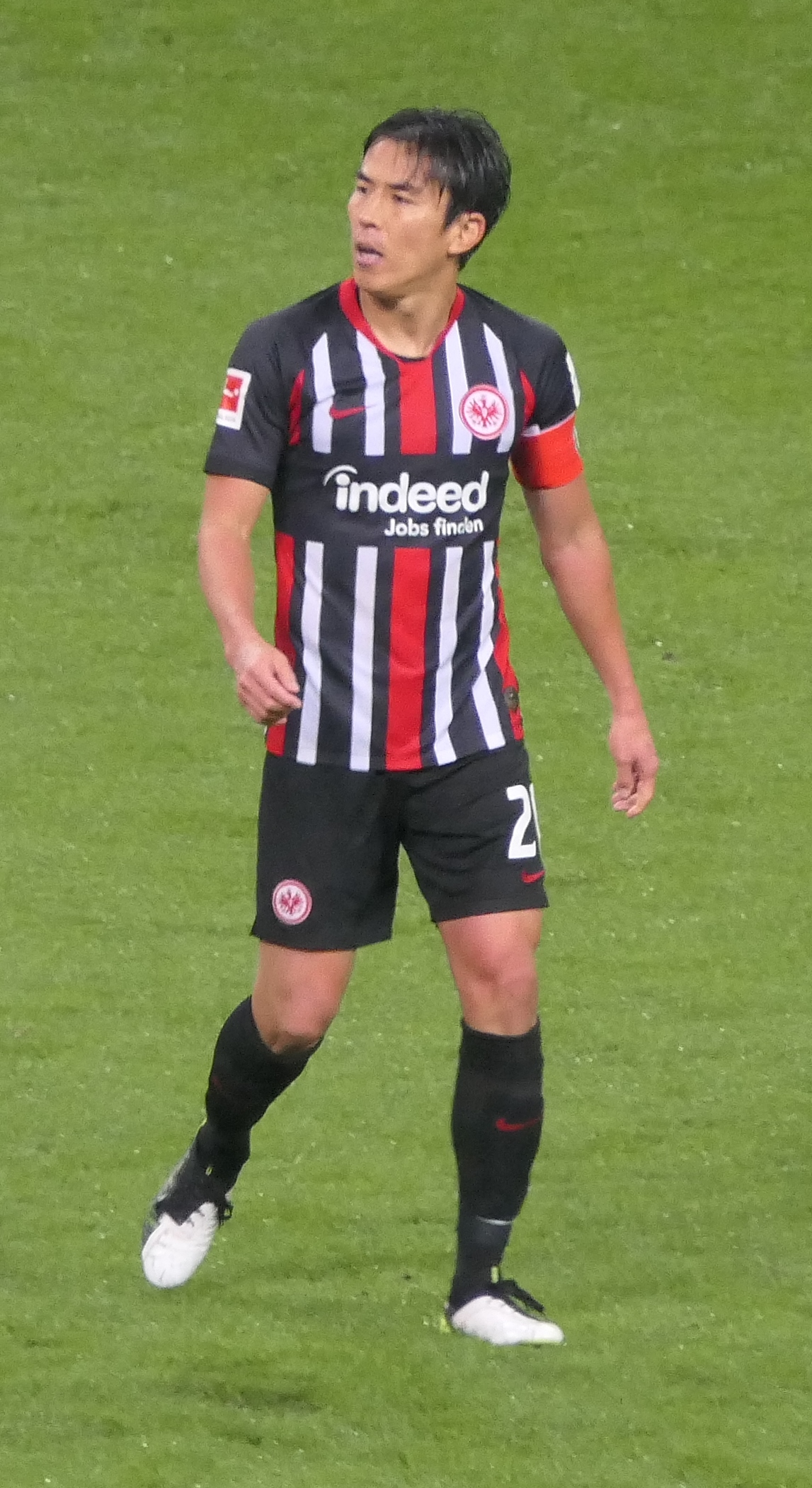
Макото Хасебе під час виступів за «Айнтрахт». 2019 рік.

2 вересня 2013 року перейшов до «Нюрнберга», уклавши з цим німецьким клубом трирічний контракт. За результатами першого ж сезону клуб зайняв передостаннє місце і вилетів до Другої Бундесліги, після чого японець перейшов до іншого німецького клубу, «Айнтрахту». У травні 2018 року японецт виграв з франкфуртцями перший трофей, ставши переможцем Кубка Німеччини. За підсумками сезону 2021/22 Хасебе виграв з клубом Лігу Європи УЄФА, зігравши в тому числі і у фінальному матчі, де вийшов на поле на 58 хвилині замість Тути. Станом на 30 травня 2022 року відіграв за клуб 209 матчів в національному чемпіонаті.

## Виступи за збірні
2006 року залучався до складу молодіжної збірної Японії. На молодіжному рівні зіграв у 6 офіційних матчах.
11 лютого того ж року Хасебе дебютував в офіційних матчах у складі національної збірної Японії в товариській грі зі збірною США.
У складі збірної був учасником чемпіонату світу 2010 року у ПАР, кубка Азії з футболу 2011 року у Катарі, здобувши того року титул переможця турніру, та розіграшу Кубка конфедерацій 2013 року у Бразилії.

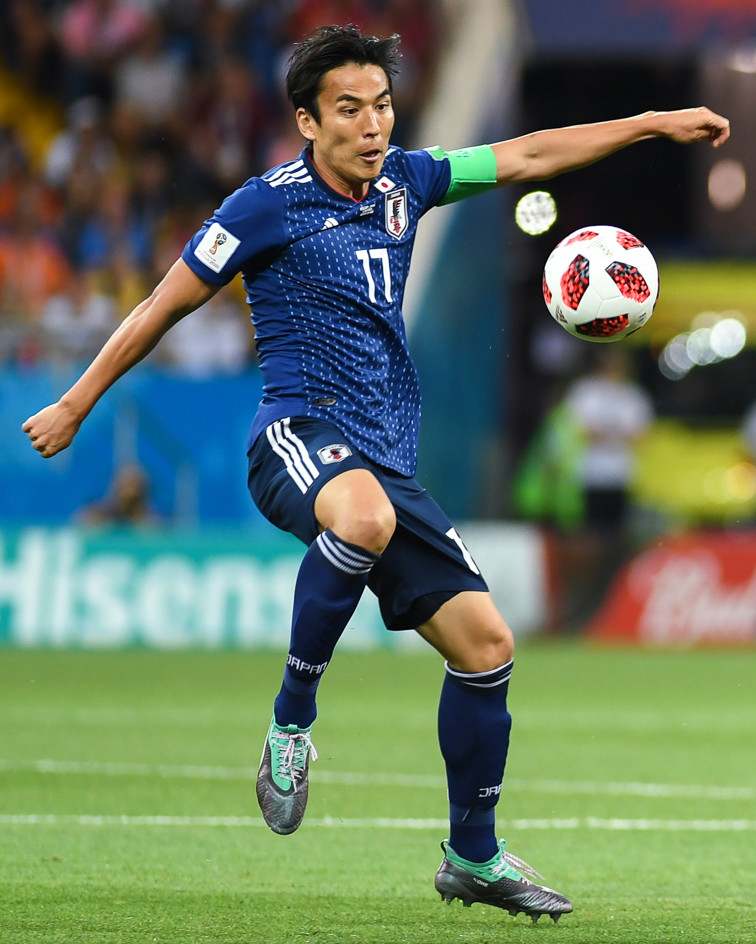
Макото Хасебе у складі збірної Японії на чемпіонаті світу 2018 року.

Наступного року зіграв на другому для себе чемпіонаті світу 2014 року, де зіграв у всіх трьох матчах, а потім виступав на Кубку Азії 2015 року в Австралії та чемпіонаті світу 2018 року у Росії. На «мундіалі» був основним гравцем, зігравши у всіх чотирьох іграх, а після того, як збірна Японії поступилася команді Бельгії у матчі 1/8 фіналу, Хасебе оголосив про завершення виступів у збірній. Загалом провів у формі головної команди країни 114 матчів, забивши 2 голи.

## Титули і досягнення

### Клубні
- Чемпіон Японії: 2006
- Володар Кубка Джей-ліги: 2003
- Володар Суперкубка Японії: 2006
- Переможець Ліги чемпіонів АФК: 2007
- Володар Кубка Імператора: 2005, 2006
- Чемпіон Німеччини: 2008-09
- Володар Кубка Німеччини: 2017-18
- Володар Ліги Європи УЄФА: 2021-22

### У складі збірної
- Чемпіон Азії: 2011

### Особисті
- У символічній збірній Джей-ліги : 2004
- У символічній збірній Бундесліги: 2018–19[8]
- У символічній збірній Ліги Європи УЄФА: 2018–19[9]